# أولاد دحمان
أولاد دحمان بلدية بدائرة برج زمورة ولاية برج بوعريريج الجزائرية.
تقع بلدية أولاد دحمان شمال ولايتها يحدها من الشرق بلدية برج زمورة ومن الغرب بلدية القلة وأولاد مهدي ومن الشمال بلدية الجعافرة ومن الجنوب بلدية حسناوة، تبلغ مساحتها 38 كم²، الألقاب الدحمانية هي: بلخيري دقيش ذويبي معرف نويوة بن محمود صيفي معاوي حليلو بن معمر رحالي قدوج بن عبيدة بوشاقور بن فضيلة بوخاري بلفار ضامن دريكش حرشاوي حرشاو بخوش بومعزة هزاط كحيل مطاعي سعدالله بن سعدالله بن عباس عباسي بن مرزوق بن لونيس اونيسي زواش بن عمر زيتوني دبيش مقلاتي بن ضياف بن ضيف خليف براهيمي علية عريوة بن عريوة بوقرة شتيوي شريد بن دراجي حطيبة بن رابح روابح بوعوينة خيشان بن زيان مخاليف زعرور ماضوي بن عمير بوعزة بولعراس بلوناس هشيلي بلمزوار شريح بلعيفة.